# Ellos
Ellos ist ein schwedisches Versandhandelunternehmen mit Sitz in Borås. Das im Besitz von PPR befindliche Unternehmen ist in Skandinavien tätig.

## Hintergrund
Ellos wurde 1947 von Olle Blomqvist gegründet und erreichte 1956 erstmals einen Umsatz von über 1 Million Schwedischen Kronen. In den folgenden Jahren steigerte das Unternehmen seine Geschäftstätigkeit, ehe es in den 1980er Jahren anfing, in die skandinavischen Nachbarländer zu expandieren. Nachdem das Unternehmen bis 1988 in Besitz Blomqvists war, verkaufte er es an ICA. 1996 übernahm Ellos den Konkurrenten Josefssons.
1998 übernahm der französische Mischkonzern PPR Ellos und gliederte den Versand unter die Tochter La Redoute. In der Folge vertrieb Ellos Produkte sowohl unter dem eigenen Namen auch als auch unter dem Namen der französischen Muttergesellschaft, so dass das Unternehmen mit den Marken Ellos, Josefssons, Catalog Mail Outlet, Enjoy, Jotex und La Redoute am Markt aktiv ist.